# Пангоды
Па́нгоды — посёлок городского типа в Надымском районе Ямало-Ненецкого автономного округа России.

## География
Расположен в 126 км к северо-востоку от города Надым, и в 113 км от Нового Уренгоя.
Посёлок окружают лесотундровые ландшафты, по долине  Правой Хетты лесные, в окрестностях много озёр.
Климат
Климат субарктический, континентальный (температура января −24,7 °C, июля +13,1 °C).

## Население
| 1989    | 2002    | 2009    | 2010    | 2011    | 2012    | 2013    |
| ------- | ------- | ------- | ------- | ------- | ------- | ------- |
| 12 635  | ↘10 868 | ↗11 040 | ↘10 805 | ↗10 820 | ↗10 969 | ↘10 761 |
| 2014    | 2015    | 2016    | 2017    | 2018    | 2019    | 2020    |
| ↗10 862 | ↗11 130 | ↘10 597 | ↗10 737 | ↗10 954 | ↗11 200 | ↘11 140 |
| 2021    |         |         |         |         |         |         |
| ↘11 132 |         |         |         |         |         |         |

В посёлке проживают коренные малочисленные народы Севера в количестве 16 человек (ненцы).

## Этимология
Топоним Пангоды происходит от сочетания слов: «подножие» и «холм» (с ненецкого).

## История

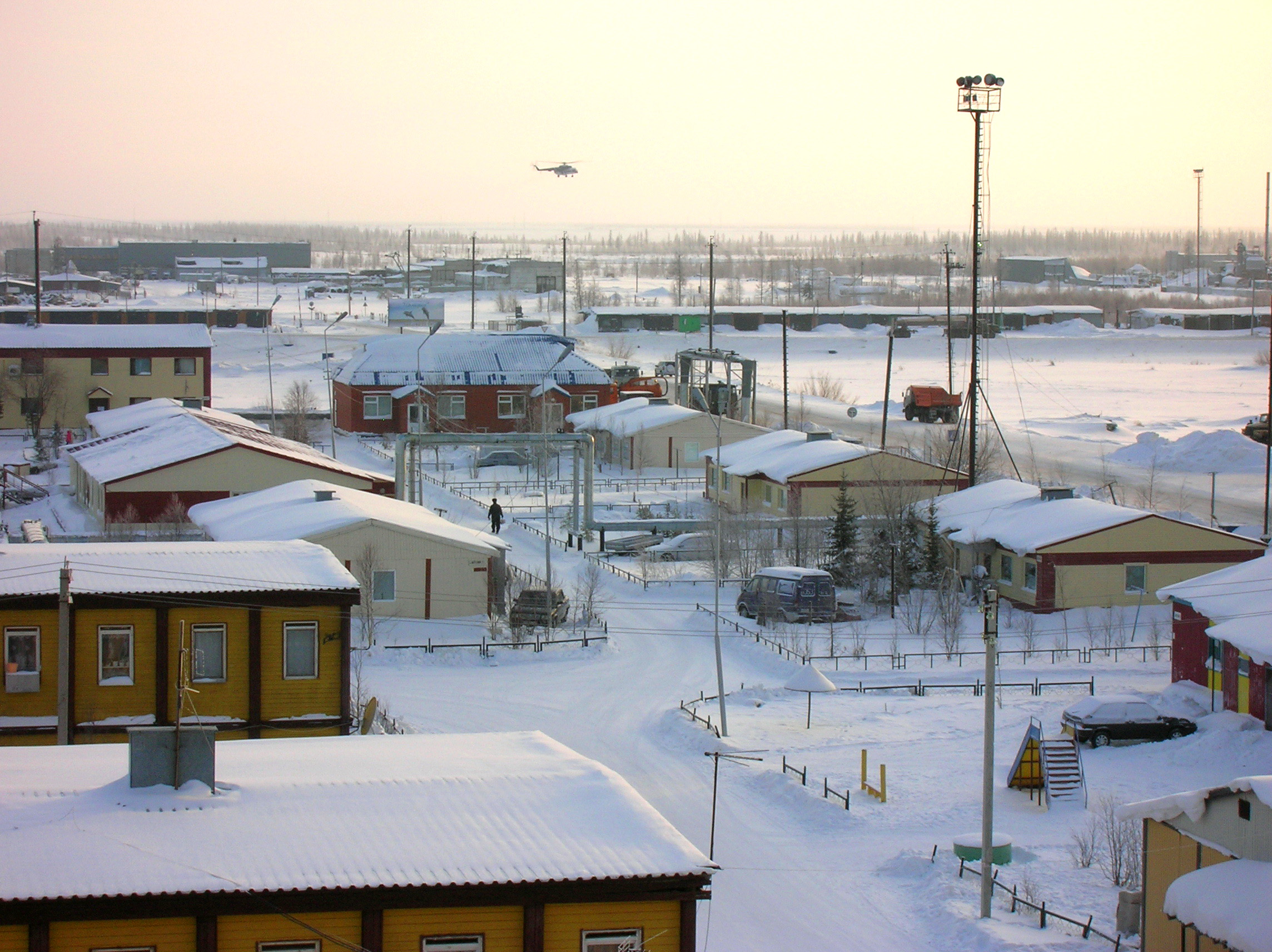
Пангоды

Посёлок был основан в 1971 году на левом берегу реки Правая Хетта в двух километрах выше впадения в неё речки Пангоды в связи с открытием и началом разработки первого газового месторождения Медвежье. Развитие посёлка обеспечили активная добыча природного газа, строительство газопроводов Надым−Пунга и Надым−Центр.
В 1976 году посёлок Пангоды зарегистрирован как административная территориальная единица на территории Малоямальского сельсовета Надымского района, и как базовый населённый пункт при освоении газового месторождения Медвежье, образован Пангодинский сельский совет Надымского района с центром в посёлке Пангоды (в соответствии с решением исполнительного комитета Тюменского областного Совета депутатов трудящихся от 20.07.1976 № 379 «Об административно-территориальных изменениях в районах области»).
В 1979 году посёлку присвоен статус рабочего (в соответствии с решением исполнительного комитета Тюменского областного Совета народных депутатов от 12.11.1979 № 348 «О некоторых административно-территориальных изменениях в области»).
С 2005 до 2020 гг. образовывал городское поселение посёлок Пангоды, упразднённое в связи с преобразованием муниципального района в муниципальный округ.
Посёлок претендует на получение статуса города: в 2005 году поднимался вопрос о переименовании посёлка и присвоении ему статуса города, предложено два названия (Ремизов, Медвежье).

## Достопримечательности
В 1972 году открыта библиотека.
В 1989 году открылся культурно-спортивный комплекс «Гармония». 
В 1991 году открыт Дом культуры «Юбилейный» (в настоящее время в ведении УЭВП ООО «Газпром добыча Надым»). В разное время на его сцене выступали известные деятели отечественной эстрады, например, Игорь Тальков, Маша Распутина, Лариса Долина, группа «На-На», Николай Караченцов и другие. 
В 2011 году в посёлке Пангоды  епископом Николаем, Салехардским и Ново-Уренгойским, освящён Храм в честь Рождества Христова. .
В том же году открылась мечеть «Закиля» (начало строительства - 2009 год).
В 2016 году открылся первый кинотеатр.

## Экономика
Основной вид деятельности — добыча (Медвежинское газопромысловое управление ООО «Газпром добыча Надым») и транспортировка (линейно-производственное управление ООО «Газпром Трансгаз Югорск») газа.

## Транспортная инфраструктура
Железнодорожный транспорт
В посёлке имеется одноимённая железнодорожная станция (действующий участок Надым-Пристань — Новый Уренгой «Мёртвой дороги» Салехард-Игарка).
Станция Пангоды обозначена при строительстве Трансполярной магистрали. Была обустроена в период освоения нефтегазовых месторождений (1971—1978 годы). С 1977 годы станция находилась в структуре Надымского предприятия железнодорожного транспорта (НПЖТ). В январе 1988 года объединением Тюменстройпуть достроен железнодорожный участок Новый Уренгой — Ягельная — Пангоды и с 1 февраля 1988 года станция Пангоды вошла в состав ОВЭ (отделение временной эксплуатации) Тюменстройпути. На этой станции был создан обменный пункт вагонов между ОВЭ и НПЖТ. С 1 декабря 2004 года станция находится под управлением АО «Ямальская железнодорожная компания». В марте 2006 года на станции Пангоды исключён из технологического процесса обменный пункт с Ныдымским предприятием железнодорожного транспорта. По характеру работы станция является грузовой, с 2006 года она обеспечивает грузами строящиеся объекты, в том числе участки федеральной автомобильной дороги Сургут — Салехард (Пангоды — Надым и Надым — Салехард).
Авиационный транспорт
В посёлке имеется аэропорт «Медвежье» (авиарейсы не осуществляются).
Во время промышленного освоения нефтегазовых месторождений принимал следующие модели самолётов — грузовые Ан-12, Ан-26, Ан-22 «Анте́й», пассажирские Ан-24.
Автомобильный транспорт
По данным отделения полиции по посёлку Пангоды ОМВД по Надымскому району на территории посёлка зарегистрировано 5550 автотранспортных средств (на 01 января 2020 года).
Протяжённость автомобильных дорог и улиц — 26,497 км (на 01 января 2020 года).
1 октября 2008 года открыт участок автодороги Пангоды — Правохеттинский протяжённостью 66,5 км, являющейся частью строящейся автомагистрали Сургут — Салехард.

## Символика
В 2008 году утверждены и внесены в Государственный геральдический регистр Российской Федерации официальные символы муниципального образования посёлок Пангоды — флаг и герб.
Флаг
Прямоугольное голубое полотнище, несущее фигуры из герба посёлка: белого медведя сидящего на зелёном холме и держащего в правой передней лапе жёлто-оранжевое пламя (Пангоды в переводе с ненецкого языка — подножие холма; медведь — аллегория названия газового месторождения «Медвежье»; пламя — символ газовой индустрии).

## Руководители
Главы Администрации муниципального образования посёлок Пангоды
- Кройтор Лев Семёнович;
- Деркач Владимир Константинович.

Главы муниципального образования посёлок Пангоды
- 2005—2006. Игорь Анатольевич Вовк.
- 2006—2013. Юрий Петрович Кузнецов.
- 2013— 2020. Игорь Михайлович Ярош.

Главы Администрации посёлка Пангоды
- 2020— 2021. Игорь Михайлович Ярош.
- 2021— по наст. вр. Кандауров Олег Владимирович.